# Municipio de Wheatland (condado de Ellis)
El municipio de Wheatland (en inglés: Wheatland Township) es un municipio ubicado en el condado de Ellis en el estado estadounidense de Kansas. En el año 2010 tenía una población de 386 habitantes y una densidad poblacional de 2,75 personas por km².

## Geografía
El municipio de Wheatland se encuentra ubicado en las coordenadas 38°45′44″N 99°15′50″O / 38.76222, -99.26389. Según la Oficina del Censo de los Estados Unidos, el municipio tiene una superficie total de 140.25 km², de la cual 140,25 km² corresponden a tierra firme y (0 %) 0 km² es agua.

## Demografía
Según el censo de 2010, había 386 personas residiendo en el municipio de Wheatland. La densidad de población era de 2,75 hab./km². De los 386 habitantes, el municipio de Wheatland estaba compuesto por el 98,19 % blancos, el 1,04 % eran de otras razas y el 0,78 % eran de una mezcla de razas. Del total de la población el 1,3 % eran hispanos o latinos de cualquier raza.